# Restrições de viagem sem visto
Muitos países impõem restrições de entrada a estrangeiros que vão além de requisito comum de visto válido ou isenção de visto. Tais restrições podem estar relacionadas à saúde ou impor condições adicionais de documentação a certos grupos de pessoas para fins diplomáticos ou políticos.

## Restrições mais comuns para viagens a países que não requerem visto

### Páginas em branco no passaporte
Muitos países exigem um número mínimo de páginas em branco no passaporte apresentado, normalmente uma ou duas páginas. As páginas de endosso, que geralmente aparecem após as páginas do visto, não são consideradas válidas ou disponíveis.

### Vacinação

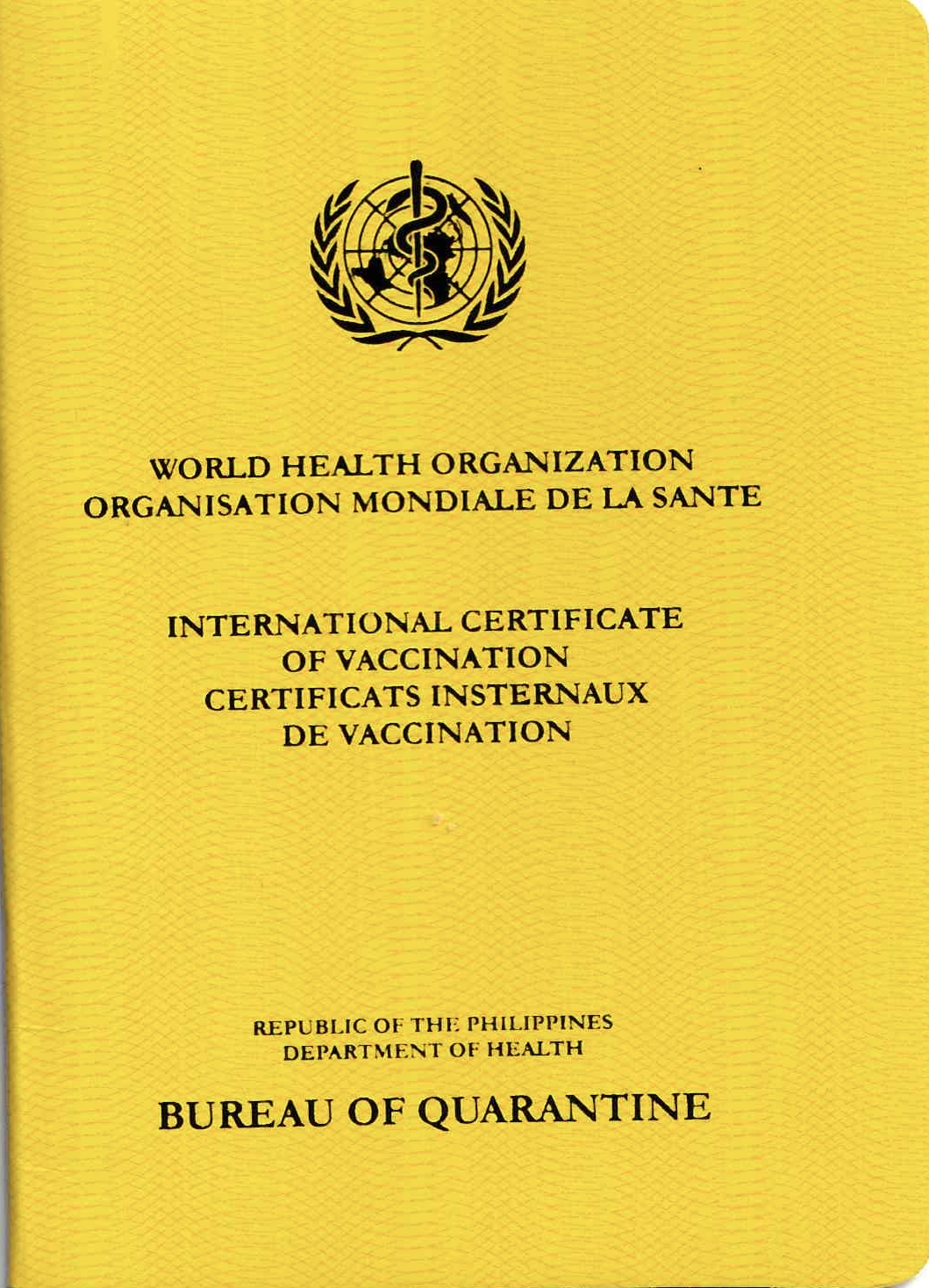
Nova capa da Carte Jaune emitido pelas Filipinas desde 2021

Os países africanos de Angola, Benim, Burquina Fasso, Burundi, Camarões, Chade, Costa do Marfim, Guiné Equatorial, Gabão, Gâmbia, Gana, Guiné-Bissau, Libéria, Mali, Mauritânia, Níger, Quênia, República Centro-Africana, República Democrática do Congo, República do Congo, Ruanda, Senegal, Serra Leoa, Sudão do Sul, Togo, Uganda e Zâmbia exigem que todos os passageiros que chegam ao país com mais de nove meses a um ano tenham um Certificado Internacional de Vacinação ou Profilaxia atualizado, assim como o território sul-americano da Guiana Francesa.
Alguns outros países exigem a vacinação apenas se o passageiro vier de uma área infectada ou tiver visitado uma recentemente ou transitado por 12 horas nesses países: África do Sul, Argélia, Botsuana, Cabo Verde, Chade, Djibouti, Egito, Eritreia, Essuatíni, Etiópia, Gâmbia, Gana, Guiné, Guiné Equatorial, Lesoto, Líbia, Madagascar, Malawi, Maurícia, Mauritânia, Moçambique, Namíbia, Nigéria, Papua Nova Guiné, Seicheles, Somália, Sudão, Tunísia, Uganda, Tanzânia, Zâmbia e Zimbábue.

### Validade do passaporte
Pouquíssimos países, como o Paraguai, exigem apenas um passaporte válido na chegada.
No entanto, muitos países e grupos de países agora exigem apenas um documento de identidade – especialmente de seus vizinhos. Outros países podem ter acordos bilaterais especiais que se afastam da generalidade de suas políticas de validade de passaporte para encurtar o período de validade exigido para os cidadãos uns dos outros ou até mesmo aceitar passaportes que já expiraram (mas não foram cancelados).
Alguns países, como Japão, Irlanda e Reino Unido, exigem um passaporte válido durante todo o período da estadia pretendida.
Na ausência de acordos bilaterais específicos, os países ou territórios que exigem que os passaportes sejam válidos por pelo menos mais 6 meses aquando da chegada incluem Afeganistão, Anguila, Arábia Saudita, Argélia, Bahrein, Butão, Botsuana, Brunei, Camboja, Camarões, Cabo Verde, Catar, Chade, Comores, Costa Rica, Costa do Marfim, Curaçao, Emirados Árabes Unidos, Egito, El Salvador, Equador, Filipinas, Guiné Equatorial, Fiji, Gabão, Guiné Bissau, Guiana, Haiti, Ilhas Cayman, Ilhas Marshall, Ilhas Salomão, Ilhas Virgens Britânicas, Índia, Indonésia, Irã, Iraque, Israel, Jordânia, Kiribati, Kuwait, Laos, Madagascar, Malásia, Mongólia, Mianmar, Namíbia, Nepal, Nicarágua, Nigéria, Omã, Palau, Papua Nova Guiné, Peru, Quênia, República Centro-Africana, Ruanda, Samoa, Singapura, Somália, Sri Lanka, Sudão, Suriname, Tanzânia, Tailândia, Timor-Leste, Tokelau, Tonga, Turquia, Tuvalu, Uganda, Vanuatu, Venezuela e Vietnã.
Os países que exigem passaportes válidos por pelo menos 4 meses na chegada incluem Micronésia e Zâmbia.
Os países que exigem passaportes com validade de pelo menos 3 meses além da data prevista de partida incluem Azerbaijão, Bósnia e Herzegovina, Honduras, Montenegro, Nauru, Moldávia e Nova Zelândia. Da mesma forma, os países do EEE: Islândia, Liechtenstein, Noruega, todos os países da União Europeia (exceto Irlanda), juntamente com a Suíça, também exigem 3 meses de validade além da data prevista de partida do portador, a menos que o portador seja cidadão do EEE ou da Suíça.
Os países que exigem passaportes válidos por pelo menos 3 meses na chegada incluem Albânia, Macedônia do Norte, Panamá e Senegal.
As Bermudas exigem que os passaportes sejam válidos por pelo menos 45 dias na entrada.
Os países e territórios que exigem passaportes com validade de pelo menos um mês além da data prevista de partida incluem África do Sul, Eritreia, Hong Kong, Líbano, Macau, Maldivas.

#### Idade máxima do passaporte
Os países do Espaço Schengen exigem que os passaportes de países não pertencentes à UE tenham menos de 10 anos na entrada. Vários titulares de passaportes britânicos, que até setembro de 2018 podiam ser emitidos com um período de validade de até 10 anos e nove meses se o passaporte anterior não estivesse vencido, não puderam viajar para a UE após o Brexit devido a essa restrição.

### Antecedentes criminais
Alguns países, incluindo Austrália, Canadá, Fiji, Nova Zelândia e Estados Unidos, barram rotineiramente a entrada de estrangeiros com antecedentes criminais, enquanto outros impõem restrições dependendo do tipo de condenação e da duração da pena.

### Persona non grata
O governo de um país pode declarar um diplomata Persona non grata, proibindo-o de entrar no país ou expulsando-o caso já tenha entrado. Em situações não diplomáticas, as autoridades de um país também podem declarar um estrangeiro persona non grata permanente ou temporariamente, geralmente devido a atividades ilegais.
O Azerbaijão declara como persona non grata pessoas que apresentem em seus passaportes vestígios de visita ao antigo estado de Artsaque sem o seu consentimento.

### Carimbos de Israel
Kuwait, Líbano, Líbia, e Iêmen não permitem a entrada de pessoas com carimbos de passaporte de Israel ou cujos passaportes tenham um visto israelense, usado ou não, ou quando houver evidências de viagens anteriores a Israel, como carimbos de entrada ou saída de postos de fronteira vizinhos em países de trânsito como Jordânia e Egito.
Para contornar o boicote da Liga Árabe a Israel, os serviços de imigração israelenses praticamente deixaram de carimbar passaportes de estrangeiros na entrada ou saída de Israel (a menos que a entrada seja para fins profissionais). Desde 15 de janeiro de 2013, Israel não carimba mais passaportes estrangeiros no Aeroporto Internacional Ben Gurion. Os passaportes ainda são carimbados (desde 22 de junho de 2017) em Erez ao entrar e sair de Gaza.
O Irã recusa a admissão de portadores de passaportes que contenham visto ou carimbo israelense com menos de 12 meses.

### Biometria
Vários países exigem que todos os viajantes, ou todos os viajantes estrangeiros, sejam submetidos à coleta de impressões digitais na chegada e barram ou até mesmo prendem os viajantes que se recusam a ceder sua biometria. Em alguns países, como os Estados Unidos, isso pode se aplicar até mesmo a passageiros em trânsito que desejam apenas fazer uma escala em vez de desembarcar.
Os países/regiões que realizam a coleta de impressões digitais incluem Afeganistão, Arábia Saudita, Argentina, Brunei, Camboja, China, Coreia do Sul, Emirados Árabes Unidos, Estados Unidos, Etiópia, Gana, Guiné, Índia, Japão, Malásia (na entrada e na saída), Mongólia, Quênia (impressões digitais e uma foto são tiradas), Singapura, Taiwan, Tailândia, Uganda.
Muitos países também exigem que seja tirada uma foto das pessoas que entram no país. Os Estados Unidos, que não implementam integralmente as formalidades de controle de saída em suas fronteiras terrestres (embora isso seja exigido há muito tempo por sua própria legislação), pretendem implementar o reconhecimento facial para passageiros que partem de aeroportos internacionais para identificar pessoas que ultrapassaram o prazo de validade do visto.
Juntamente com o reconhecimento de impressão digital e facial, a digitalização da íris é uma das três tecnologias de identificação biométrica padronizadas internacionalmente desde 2006 pela Organização da Aviação Civil Internacional (OACI) para uso em passaportes eletrônicos e os Emirados Árabes Unidos realizam a digitalização da íris em visitantes que precisam solicitar um visto. O Departamento de Segurança Interna dos Estados Unidos anunciou planos para aumentar significativamente os dados biométricos coletados nas fronteiras dos EUA. Em 2018, Singapura iniciou testes de digitalização da íris em três postos de controle de imigração terrestre e marítima.